# Maurice Bayen
Pour les articles homonymes, voir Bayen.
Maurice Bayen, né le 4 décembre 1902 à Metz et mort le 20 avril 1974 à Paris, est un physicien français. Il a été notamment recteur de l’Académie de Clermont-Ferrand (1950-1954), directeur du Palais de la Découverte (1960-1964) et recteur de l'Université de Strasbourg.

## Biographie

### Jeunesse et études
Maurice Bayen naît à Metz, en Lorraine, pendant l'annexion allemande. Il entre en 1921 à l'École normale supérieure de la rue d'Ulm, par le concours scientifique. Il y étudie les sciences physiques et est reçu au concours de l'agrégation. Il travaille ensuite au laboratoire de la rue d'Ulm. En 1940, à la suite de la débâcle, il est fait prisonnier par les Allemands. Transféré en Silésie, à l'Oflag IV-D, il parvient à s'évader par un tunnel. Il relate son évasion dans un roman autobiographique publié en 1946 :  Passage de Ligne.En 1945, il participe à la campagne d'Alsace mais ne néglige pas pour autant sa vocation de scientifique : il ramène au laboratoire de physique de l'ENS une fusée Pozit qui y fit l'objet d'un démontage méticuleux suivi d'une analyse rigoureuse.

### La direction du Palais de la Découverte: la mission pédagogique
En 1960, Maurice Bayen succède à André Léveillé à la direction du Palais de la Découverte. Il y restera jusqu'en 1965. Il s'y illustre par la réalisation de son chef-d'œuvre : l'ouverture en 1962 de la nouvelle salle d'électrostatique, dont il sonorise la présentation, et fait connaître les réalisations du Palais de la Découverte à l’étranger. L’une de ses joies est de s’y promener avec ses enfants enchantés par ce monde merveilleux.

### La direction de l'enseignement supérieur et l'universalisme visionnaire de Maurice Bayen
Nommé directeur de l'enseignement supérieur, Maurice Bayen tente de développer au plus haut niveau la collaboration entre scientifiques français et leurs collègues internationaux. Il s'illustre notamment par une visite aux États-Unis en 1957, où il permet à la recherche française de nouer des liens avec de nombreuses institutions américaines, parmi les plus prestigieuses desquelles figurent l'accélérateur de particules de Long Island et l'Institut National de la Santé de Washington.
En 1954, Gaston berger, directeur de l’enseignement supérieur, l’appelle auprès de lui comme directeur adjoint pour les sciences. Parallèlement, Maurice Bayen, accepte la direction de l’Office national des universités et organise en 1956 la première rencontre entre recteurs français et allemands qui crée des liens entre établissements d’enseignement technique de part et d’autre du Rhin, et participe à la conférence européenne des recteurs à Cambridge. Il est en outre appelé à présider la Commission de l’enseignement supérieur du Conseil de l’Europe. EN 1957, il remet, à Berlin, au grand physicien et grand résistant Max von Laue, les insignes d’officier de la Légion d’honneur.

### Fonctions au rectorat de Strasbourg: Mai-68 ou le drame de l'incompréhension
Maurice Bayen devient recteur de l'académie de Strasbourg en 1964. Passionné de théâtre, il reprend les rênes du Théâtre universitaire de Strasbourg, fondé un an plus tôt par son prédécesseur Joseph-François Angelloz, et insuffle pendant cinq ans son dynamisme à la jeune association. En 1968, Maurice Bayen se heurte au mouvement estudiantin qui réclame sa démission. Après moult tergiversations, il accepte de retirer le drapeau français hissé au mât de l'Université et de le remplacer par le drapeau européen.

## Prix et distinctions
- Prix des trois physiciens décerné par l'École normale supérieure de Paris (1952)[7].
- Grand officier de l'ordre national du Mérite (1970)[8]